# Fotskäls kyrka
Fotskäls kyrka är en kyrkobyggnad som ligger i småorten Fotskäl i Marks kommun. Den tillhör sedan 2011 Västra Marks församling (tidigare Fotskäls församling) i Göteborgs stift.

## Kyrkobyggnaden
Nuvarande kyrka i nyklassisk stil med medeltidsinspirerande drag, uppfördes 1864 och ersatte då en äldre medeltidskyrka på samma plats. Ritningarna var upprättade av arkitekt Edvard von Rothstein. 
Byggnaden har en stomme av granit och består av ett rektangulärt långhus med femsidigt kor i öster och torn med spirformad lanternin, omgiven av fyra korta spiror i väster. Norr om koret finns en vidbyggd sakristia. 
En större renovering genomfördes 1955, varvid bland annat Hedæus målningar restaurerades. En ytterligare stor invändig renovering påbörjades 2004.

## Inventarier

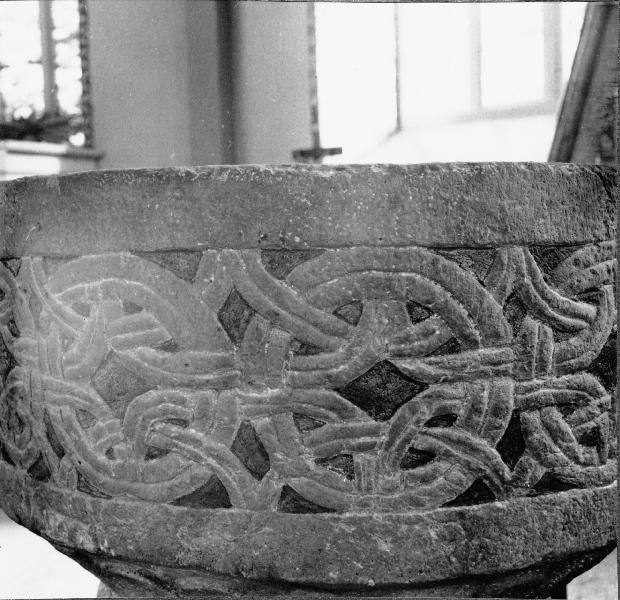
Detalj av dopfunt.

- Dopfunt av sandsten är tillverkad under 1100-talet i två delar. Cuppans höjd: 54 cm. Upphovsman är stenmästaren Andreas, som är känd till namnet genom att han signerat två av sina dopfuntar: de som ursprungligen tillhört Gällstad och Finnekumla kyrkor, idag på Statens historiska museum. Cuppan är cylindrisk med skrånande undersida. Runt livet finns en ringkedjefris och upp- och nedtill utsparade blad. På undersidan en krans med uppåtriktade fjäll. Foten är nytillverkad i två sammanfogade delar: en fotskiva av sandsten och ett skaft av granit. Funten har ett litet centralt uttömningshål.[1]
- Ett altarskåp från 1400-talet förvarades tidigare på Borås museum, men återinsattes i kyrkan 1997.
- Altarkrucifixet är i trä och från 1932.
- Omfattande vägg- och glasmålningar utfördes av John Hedæus 1921.

### Klockor
- Storklockan är gjuten 1827
- Lillklockan göts i Göteborg 1815.
- En liten böneklocka från den katolska tiden hänger under läktaren.
- En så kallad ringartavla eller budkavletavla från 1700-talet är unik. Den är i trä och har inskurna uppgifter, som anger hur många gånger de olika rotarna i socknen har ringt.

### Orgel
- Orgeln är byggd 1874 av Johan Nikolaus Söderling och restaurerades av Tostareds Kyrkorgelfabrik 1990 varvid den återställdes i ursprunglig disposition. Instrumentet har två manualer och pedal.[2]